# Palencia de Negrilla
Palencia de Negrilla là một đô thị ở tỉnh Salamanca, phía tây Tây Ban Nha, cộng đồng tự trị Castile-Leon. Đô thị này có cự ly 18 kilômét so với thành phố tỉnh lỵ Salamanca và có dân số 174 người.
Đô thị có diện tích 16,36 km² và nằm trên khu vực có độ cao 825 mét trên mực nước biển.
Mã số bưu chính là 37799. Kinh tế chủ yếu là nông nghiệp.